# Karl Hudson-Phillips
Karl Hudson-Phillips (20 april 1933 – 16 januari 2014) is een jurist uit Trinidad en Tobago. Van 2003 tot 2007 was hij rechter van het Internationale Strafhof.

## Levensloop
Hudson-Phillips studeerde rechten aan het Selwyn College van de Universiteit van Cambridge en slaagde hier in 1955 voor zijn Bachelor of Arts en in 1956 voor zijn Bachelor of Laws in vergelijkende rechtswetenschappen. In 1959 sloot hij in Cambridge zijn studie af met een Master of Arts.
In 1959 werd hij toegelaten tot de Engelse advocatenkamer van Gray's Inn, evenals tot de advocatuur in Trinidad en Tobago. Vanaf 1970 was hij advocaat in overheidsdienst en vanaf 1971 senior counsel in Guyana. Hudson-Phillips was verder in meerdere landen in de Caraïben werkzaam als advocaat, waaronder in Jamaica sinds 1974, Antigua en Barbuda sinds 1977, Grenada sinds 1983 en Saint Vincent en de Grenadines, Saint Kitts en Nevis, Anguilla, de Bahama's, Saint Lucia, Barbados en de Britse Maagdeneilanden sinds 1985.
Hudson-Phillips was daarnaast van 1966 tot 1976 parlementslid en van 1969 tot 1973 Minister van Justitie. In 1974 richtte hij de National Land Tenants and Ratepayers Association op die zich inzette voor de hervorming van het bodemrecht. In 1980 richtte hij de politieke partij Organisation for National Reconstruction op waarmee hij meedeed aan de verkiezingen van 1981. In 1983 sloot hij een coalitie met de National Alliance onder Basdeo Panday, Arthur Robinson en Lloyd Best, waarmee de partij in 1986 officieel fuseerde tot de National Alliance for Reconstruction. De nieuwe partij won datzelfde jaar de landelijke verkiezingen.
In 2003 werd Hudson-Phillips rechter van de strafkamer van het Internationale Strafhof in Den Haag voor een termijn van negen jaar. In 2007 trad hij echter om persoonlijke redenen terug. Op 23 juli 2010 werd Hudson-Phillips door de voorzitter van de Mensenrechtenraad van de Verenigde Naties de leiding gegeven over de onderzoekscommissie naar het incident van de onderschepping van het scheepskonvooi voor Gaza door Israël dat jaar.

## Werk (selectie)
- 1969: The settlement of labour disputes in Trinidad and Tobago, Port of Spain
- 1987: A Case for Greater Public Participation in the Legislative Process, Oxford University Press